# Ботсвана на летних Олимпийских играх 2000
Ботсвана принимала участие в Летних Олимпийских играх 2000 года в Сиднее (Австралия) в шестой раз за свою историю, но не завоевала ни одной медали. Сборную страны представляли семь человек.

## Бокс
Спортсменов — 1
| Спортсмен       | Категория | 1/16 финала                | 1/8 финала           | 1/4 финала           | Полуфинал            | Финал                |
| Спортсмен       | Категория | Соперник и результат       | Соперник и результат | Соперник и результат | Соперник и результат | Соперник и результат |
| --------------- | --------- | -------------------------- | -------------------- | -------------------- | -------------------- | -------------------- |
| Гилберт Хунване | 60 кг     | Кристиан Бехарано Пор 5:17 | Не прошёл            | Не прошёл            | Не прошёл            | Не прошёл            |

## Лёгкая атлетика
Спортсменов — 6
Мужчины
| Спортсмен                                                                  | Вид              | Забег     | Забег | Четвертьфинал | Четвертьфинал | Полуфинал | Полуфинал | Финал     | Финал     |
| Спортсмен                                                                  | Вид              | Результат | Место | Результат     | Место         | Результат | Место     | Результат | Место     |
| -------------------------------------------------------------------------- | ---------------- | --------- | ----- | ------------- | ------------- | --------- | --------- | --------- | --------- |
| Джонсон Кубиса                                                             | 400м             | 46,97     | 7     | Не прошёл     | Не прошёл     | Не прошёл | Не прошёл | Не прошёл | Не прошёл |
| Глоди Дубе                                                                 | 1500м            | 1.46,17   | 2     |               |               | 1.44,70   | 3         | 1.46,24   | 7         |
| Тияпо Масу                                                                 | Марафон          |           |       |               |               |           |           | 2:38.53   | 77        |
| Калифорния Молефе Лулу Босиньи Джонсон Кубиса Агриппа Матчамеко Глоди Дубе | Эстафета 4×400 м | 3.04,19   | 5     |               |               | 3.05,28   | 7         | Не прошли | Не прошли |